# Sunday Onofe
Sunday Onofe (23 de octubre de 1993) es un deportista nigeriano que compitió en taekwondo. Ganó dos medallas de bronce en los Juegos Panafricanos en los años 2011 y 2019, y una medalla de bronce en el Campeonato Africano de Taekwondo de 2014.

## Palmarés internacional
| Juegos Panafricanos | Juegos Panafricanos | Juegos Panafricanos | Juegos Panafricanos |
| Año                 | Lugar               | Medalla             | Categoría           |
| ------------------- | ------------------- | ------------------- | ------------------- |
| 2011                | Maputo (Mozambique) | Medalla de bronce   | –74 kg              |
| 2019                | Rabat (Marruecos)   | Medalla de bronce   | –87 kg              |
| Campeonato Africano |                     |                     |                     |
| Año                 | Lugar               | Medalla             | Categoría           |
| 2014                | Túnez (Túnez)       | Medalla de bronce   | –80 kg              |